# 2011年世界跆拳道锦标赛
2011年世界跆拳道锦标赛是第20届世界跆拳道锦标赛，该赛事于2011年5月1日至6日在韩国庆州市举行。

## 奖牌得主

### 男子
| 项目         | 金牌                               | 银牌                                   | 铜牌                                |
| 54公斤级     | Chutchawal Khawlaor · 泰国（THA）  | Park Ji-woong · 韩国（KOR）            | Seyfula Magomedov · 俄罗斯（RUS）   |
| 54公斤级     | Chutchawal Khawlaor · 泰国（THA）  | Park Ji-woong · 韩国（KOR）            | Meisam Bagheri · 伊朗（IRI）        |
| 58公斤级     | 霍埃尔·冈萨雷斯 · 西班牙（ESP）    | 鲁伊·布拉干萨 · 葡萄牙（POR）          | 魏辰洋 · 中華臺北（TPE）            |
| 58公斤级     | 霍埃尔·冈萨雷斯 · 西班牙（ESP）    | 鲁伊·布拉干萨 · 葡萄牙（POR）          | Gabriel Mercedes · 多明尼加（DOM）  |
| 63公斤级     | 李大勋 · 韩国（KOR）               | Michael Harvey · 英国（GBR）           | Nacha Punthong · 泰国（THA）        |
| 63公斤级     | 李大勋 · 韩国（KOR）               | Michael Harvey · 英国（GBR）           | Lê Huỳnh Châu · 越南（VIE）         |
| 68公斤级     | 塞尔韦特·塔泽居尔 · 土耳其（TUR）  | Mohammad Bagheri Motamed · 伊朗（IRI） | 鲁胡拉·尼帕伊 · 阿富汗（AFG）       |
| 68公斤级     | 塞尔韦特·塔泽居尔 · 土耳其（TUR）  | Mohammad Bagheri Motamed · 伊朗（IRI） | Martin Stamper · 英国（GBR）        |
| 74公斤级     | Alireza Nasr Azadani · 伊朗（IRI） | Patiwat Thongsalap · 泰国（THA）       | Ismaël Coulibaly · 马里（MLI）      |
| 74公斤级     | Alireza Nasr Azadani · 伊朗（IRI） | Patiwat Thongsalap · 泰国（THA）       | Rıdvan Baygut · 土耳其（TUR）       |
| 80公斤级     | Farzad Abdollahi · 伊朗（IRI）     | Yunus Sarı · 土耳其（TUR）             | Issam Chernoubi · 摩洛哥（MAR）     |
| 80公斤级     | Farzad Abdollahi · 伊朗（IRI）     | Yunus Sarı · 土耳其（TUR）             | Ramin Azizov · 阿塞拜疆（AZE）      |
| 87公斤级     | Yousef Karami · 伊朗（IRI）        | 车东旻 · 韩国（KOR）                   | Jon García · 西班牙（ESP）          |
| 87公斤级     | Yousef Karami · 伊朗（IRI）        | 车东旻 · 韩国（KOR）                   | 卡洛·莫尔费塔 · 義大利（ITA）       |
| 87公斤以上级 | Jo Chol-ho · 韩国（KOR）           | Akmal Irgashev · 乌兹别克斯坦（UZB）   | Kourosh Rajoli · 伊朗（IRI）        |
| 87公斤以上级 | Jo Chol-ho · 韩国（KOR）           | Akmal Irgashev · 乌兹别克斯坦（UZB）   | Andreas Stylianou · 賽普勒斯（CYP） |

### 女子
| 项目         | 金牌                               | 银牌                           | 铜牌                                   |
| 46公斤级     | 金昭熙 · 韩国（KOR）               | 李照艺 · 中国（CHN）           | 鲁基耶·耶尔德勒姆 · 土耳其（TUR）      |
| 46公斤级     | 金昭熙 · 韩国（KOR）               | 李照艺 · 中国（CHN）           | Sümeyye Manz · 德国（GER）             |
| 49公斤级     | 吳靜鈺 · 中国（CHN）               | 楊宜蓁 · 中華臺北（TPE）       | Brigitte Yagüe · 西班牙（ESP）         |
| 49公斤级     | 吳靜鈺 · 中国（CHN）               | 楊宜蓁 · 中華臺北（TPE）       | Sanaa Atabrour · 摩洛哥（MAR）         |
| 53公斤级     | Ana Zaninović · 克罗地亚（CRO）    | Lamyaa Bekkali · 摩洛哥（MAR） | Lee Hye-young · 韩国（KOR）            |
| 53公斤级     | Ana Zaninović · 克罗地亚（CRO）    | Lamyaa Bekkali · 摩洛哥（MAR） | Hatice Kübra Yangın · 土耳其（TUR）    |
| 57公斤级     | 侯玉琢 · 中国（CHN）               | 潔蒂·瓊斯 · 英国（GBR）        | Marlène Harnois · 法國（FRA）          |
| 57公斤级     | 侯玉琢 · 中国（CHN）               | 潔蒂·瓊斯 · 英国（GBR）        | 林秀贞 · 韩国（KOR）                   |
| 62公斤级     | Rangsiya Nisaisom · 泰国（THA）    | Marina Sumić · 克罗地亚（CRO） | Karine Sergerie · 加拿大（CAN）        |
| 62公斤级     | Rangsiya Nisaisom · 泰国（THA）    | Marina Sumić · 克罗地亚（CRO） | Dürdane Altunel · 土耳其（TUR）        |
| 67公斤级     | 萨拉·史蒂文森 · 英国（GBR）        | 郭耘菲 · 中国（CHN）           | 黄敬善 · 韩国（KOR）                   |
| 67公斤级     | 萨拉·史蒂文森 · 英国（GBR）        | 郭耘菲 · 中国（CHN）           | 海伦娜·弗罗姆 · 德国（GER）            |
| 73公斤级     | Gwladys Épangue · 法國（FRA）      | 吴慧丽 · 韩国（KOR）           | 米莉察·曼迪奇 · 塞尔维亚（SRB）        |
| 73公斤级     | Gwladys Épangue · 法國（FRA）      | 吴慧丽 · 韩国（KOR）           | Anastasia Baryshnikova · 俄罗斯（RUS） |
| 73公斤以上级 | Anne-Caroline Graffe · 法國（FRA） | An Sae-bom · 韩国（KOR）       | Rosana Simón · 西班牙（ESP）           |
| 73公斤以上级 | Anne-Caroline Graffe · 法國（FRA） | An Sae-bom · 韩国（KOR）       | Olga Ivanova · 俄罗斯（RUS）           |

## 奖牌榜
*   主办国家/地区
| 排名                      | 国家 / 地区               | 金牌 | 銀牌 | 銅牌 | 总计 |
| ------------------------- | ------------------------- | ---- | ---- | ---- | ---- |
| 1                         | *                         | 3    | 4    | 3    | 10   |
| 2                         | 伊朗                      | 3    | 1    | 2    | 6    |
| 3                         | 中國                      | 2    | 2    | 0    | 4    |
| 4                         | 泰國                      | 2    | 1    | 1    | 4    |
| 5                         | 法國                      | 2    | 0    | 1    | 3    |
| 6                         | 英國                      | 1    | 2    | 1    | 4    |
| 7                         | 土耳其                    | 1    | 1    | 4    | 6    |
| 8                         |                           | 1    | 1    | 0    | 2    |
| 9                         | 西班牙                    | 1    | 0    | 3    | 4    |
| 10                        | 摩洛哥                    | 0    | 1    | 2    | 3    |
| 11                        | 中華臺北                  | 0    | 1    | 1    | 2    |
| 12                        | 葡萄牙                    | 0    | 1    | 0    | 1    |
| 12                        |                           | 0    | 1    | 0    | 1    |
| 14                        | 俄羅斯                    | 0    | 0    | 3    | 3    |
| 15                        | 德国                      | 0    | 0    | 2    | 2    |
| 16                        | 阿富汗                    | 0    | 0    | 1    | 1    |
| 16                        |                           | 0    | 0    | 1    | 1    |
| 16                        | 加拿大                    | 0    | 0    | 1    | 1    |
| 16                        | 賽普勒斯                  | 0    | 0    | 1    | 1    |
| 16                        |                           | 0    | 0    | 1    | 1    |
| 16                        | 義大利                    | 0    | 0    | 1    | 1    |
| 16                        |                           | 0    | 0    | 1    | 1    |
| 16                        | 塞爾維亞                  | 0    | 0    | 1    | 1    |
| 16                        | 越南                      | 0    | 0    | 1    | 1    |
| 总计（共24个国家 / 地区） | 总计（共24个国家 / 地区） | 16   | 16   | 32   | 64   |

## 团体排名
伊朗队获得男子团体冠军，这是韩国首次无缘跆拳道世锦赛男子团体的冠军。

| 排名 | 国家和地区 | 积分 |
| ---- | ---------- | ---- |
| 1    | 伊朗       | 74   |
| 2    |            | 61   |
| 3    | 土耳其     | 48   |
| 4    | 泰國       | 37   |
| 5    | 西班牙     | 36   |
| 6    | 中国       | 31   |
| 7    | 英国       | 28   |
| 8    |            | 28   |
| 9    | 俄羅斯     | 28   |
| 10   | 義大利     | 27   |

| 排名 | 国家和地区 | 积分 |
| ---- | ---------- | ---- |
| 1    |            | 58   |
| 2    | 中国       | 55   |
| 3    | 法國       | 45   |
| 4    |            | 35   |
| 5    | 土耳其     | 31   |
| 6    | 俄羅斯     | 31   |
| 7    | 摩洛哥     | 30   |
| 8    | 英国       | 29   |
| 9    | 泰國       | 29   |
| 10   | 西班牙     | 29   |

## 参赛国家和地区
共有来自144个国家和地区的949名运动员参加本届比赛。

| - 阿富汗（5） - 阿尔巴尼亚（3） - 阿尔及利亚（6） - 阿根廷（6） - 亞美尼亞（4） - 阿鲁巴（3） - （15） - 奥地利（6） - （16） - 巴林（2） - （2） - 白俄羅斯（9） - （2） - 不丹（2） - 玻利维亚（2） - （7） - 巴西（15） - 保加利亚（5） - 柬埔寨（2） - 喀麦隆（9） - 加拿大（16） - 中非（2） - 智利（9） - 中国（16） - 中華臺北（16） - 哥伦比亚（15） - 刚果共和国（7） - 刚果民主共和国（12） - （3） - （10） - 古巴（2） - 賽普勒斯（10） - 捷克（4） - 丹麦（4） - （13） - 东帝汶（2） - （5） - 埃及（14） - 薩爾瓦多（3） - 衣索比亞（3） - 芬兰（3） - 法國（16） - 加彭（3） - （7） - 德国（14） - （4） - 英国（10） - 希腊（16） | - 格瑞那達（2） - （7） - 几内亚（1） - （2） - 海地（5） - （6） - 香港（13） - 匈牙利（5） - 冰島（3） - 印度（11） - 印度尼西亞（14） - 伊朗（12） - 伊拉克（5） - 爱尔兰（2） - 以色列（6） - 義大利（12） - （2） - 牙买加（2） - 日本（8） - 约旦（10） - （15） - （14） - 基里巴斯（2） - （3） - （2） - 拉脫維亞（2） - 黎巴嫩（6） - 賴索托（2） - 利比亞（5） - 立陶宛（2） - 澳門（4） - 北馬其頓（3） - 马达加斯加（2） - 马来西亚（2） - （7） - 模里西斯（1） - 墨西哥（16） - 摩尔多瓦（2） - 蒙古国（11） - 蒙特內哥羅（2） - 摩洛哥（13） - 莫桑比克（11） - 緬甸（4） - 尼泊尔（2） - 荷蘭（12） - （3） - 新喀里多尼亞（1） - 新西兰（8） | - 尼日尔（1） - 奈及利亞（6） - 挪威（6） - 巴基斯坦（3） - 巴勒斯坦（3） - 巴拿马（2） - （1） - 巴拉圭（2） - 秘魯（1） - 菲律賓（11） - 波蘭（6） - 葡萄牙（4） - 波多黎各（13） - （6） - 羅馬尼亞（3） - 俄羅斯（16） - 圣基茨和尼维斯（2） - 萨摩亚（2） - 聖多美和普林西比（2） - 塞内加尔（7） - 塞爾維亞（8） - 新加坡（5） - 斯洛伐克（2） - 斯洛維尼亞（5） - 南非（3） - （16） - 西班牙（16） - 苏丹（8） - 苏里南（3） - 瑞典（10） - 瑞士（3） - 叙利亚（1） - （7） - 泰國（12） - （4） - 千里達及托巴哥（5） - 突尼西亞（4） - 土耳其（16） - 乌克兰（11） - 阿联酋（5） - 美国（16） - （13） - （2） - 委內瑞拉（15） - 越南（11） - 维尔京群岛（2） - 葉門（2） - 辛巴威（2） |